# فنسنت دوفور
فنسنت دوفور (بالفرنسية: Vincent Dufour)‏ (و. 1968 – م) هو لاعب ومدرب كرة قدم، من فرنسا.

## روابط خارجية
- فنسنت دوفور على موقع قاعدة بيانات كرة القدم.إي يو (الإنجليزية)